# Ернст III фон Хонщайн
Ернст III фон Хонщайн „Стари“ (на немски: Ernst III von Honstein; * ок. 1425; † 1454) е граф на Хонщайн-Лохра.
Той е син на граф Ернст II фон Хонщайн-Клетенберг-Лохра († 12 юни 1426) и съпругата му Анна (София) фон Щолберг († 1436), дъщеря на граф Хайнрих XVI фон Щолберг († 1403) и Елизабет фон Мансфелд († 1398). Баща му е убит на 12 юни 1426 г. при битката при Аусиг в Чехия.
Брат му Хайнрих XI фон Хонщайн-Клетенберг-Лохра († 1454) е граф на Хонщайн-Клетенбург. Ернст III фон Хонщайн-Лора е убит на турнир през 1454 г.

## Фамилия
Ернст III фон Хонщайн се жени пр. 15 ноември 1439 г. Аделхайд фон Олденбург (* ок. 1429; † сл. 21 декември 1492), дъщеря на граф Дитрих фон Олденбург († 1440) и втората му съпруга Хайлвиг фон Холщайн († 1436). Тя е сестра на Кристиан I († 1481), който от 1448 г. е крал на Дания, Норвегия и Швеция. Те имат един син:
- Йохан II фон Хонщайн-Лохра († пр. 14 юни 1492), господар на Клетенберг-Хелдрунген, женен I. сл. 1450 г. за Анна фон Кверфурт († 1480), II. 1480 г. за Маргарета фон Глайхен-Тона († 24 октомври 1518).

Вдовицата му Аделхайд фон Олденбург се омъжва втори път пр. 7 май 1457 г. за граф Гебхард VI фон Мансфелд († 1492).